# پیترسبیروم
پیترسبیروم (به هلندی: Pietersbierum) یک منطقهٔ مسکونی در هلند است که در فرانکرادیل واقع شده‌است. پیترسبیروم ۱۴۰ نفر جمعیت دارد.